# Dr Wily
Dr. Albert Wily är en fiktiv professor i Mega Man-serien, som hade premiär 1987. Han har skapat många robotar i syfte att stoppa Mega Man i hans kamp mot Dr. Light.
Dr. Wily samarbetade en gång i tiden med Dr. Thomas Light, som hade avsikt att skapa en värld där människor och robotar lever tillsammans. Från början skapade Dr. Wily och Dr. Light tillsammans sex robotar vid namn Bomb Man, Guts Man, Cut Man, Elec Man, Ice Man och Fire Man. Dessa robotars syfte var att hjälpa mänskligheten med olika sysslor. Dock stal Dr. Wily dessa robotar, och programmerade om dem för att bistå honom i kampen om världsherreväldet. Det var i och med detta som Dr. Light byggde om sin robot Rock till stridsroboten Mega Man.